# Compains
Compains település Franciaországban, Puy-de-Dôme megyében. Lakosainak száma 126 fő (2022. január 1.). Compains Besse-et-Saint-Anastaise, Égliseneuve-d’Entraigues, Espinchal, La Godivelle, Roche-Charles-la-Mayrand, Saint-Alyre-ès-Montagne és Valbeleix községekkel határos.

## Népesség
A település népességének változása:
| Lakosok száma | 129  | 122  | 128  | 126  | 128  | 128  | 127  | 126  | 126  |
|               | 2013 | 2015 | 2016 | 2017 | 2018 | 2019 | 2020 | 2021 | 2022 |